# Skammevarden
Skammevarden är ett berg i Valle kommun i Aust-Agder, Norge. Berget har en höjd på 1418 meter över havet.